# Alternanthera sessilis
Alternanthera sessilis är en amarantväxtart som först beskrevs av Carl von Linné, och fick sitt nu gällande namn av Robert Brown och Dc. Alternanthera sessilis ingår i släktet alternanter, och familjen amarantväxter. IUCN kategoriserar arten globalt som livskraftig. Inga underarter finns listade i Catalogue of Life.

## Bildgalleri

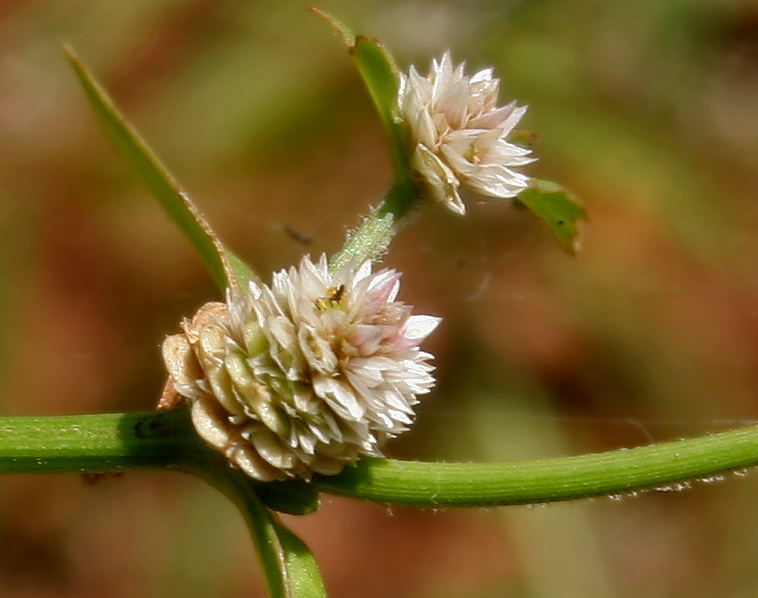
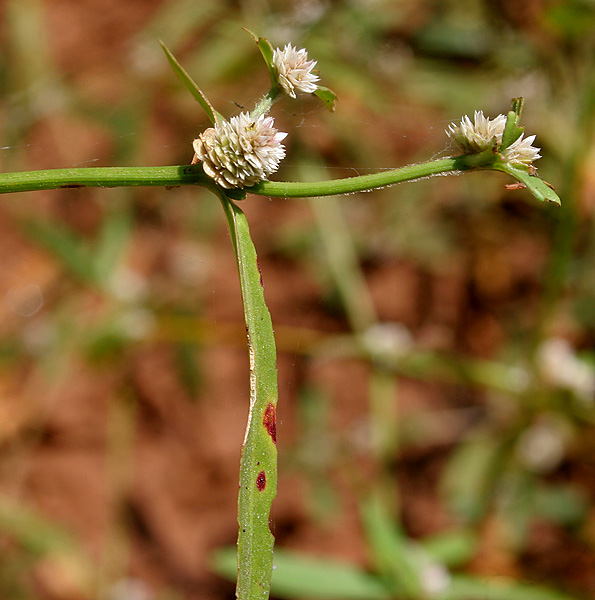
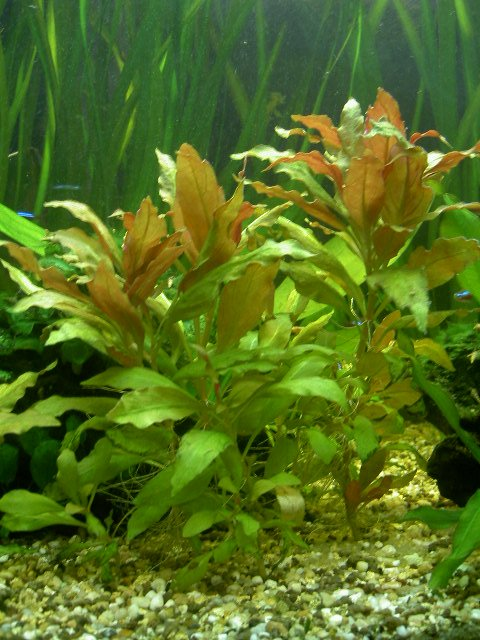
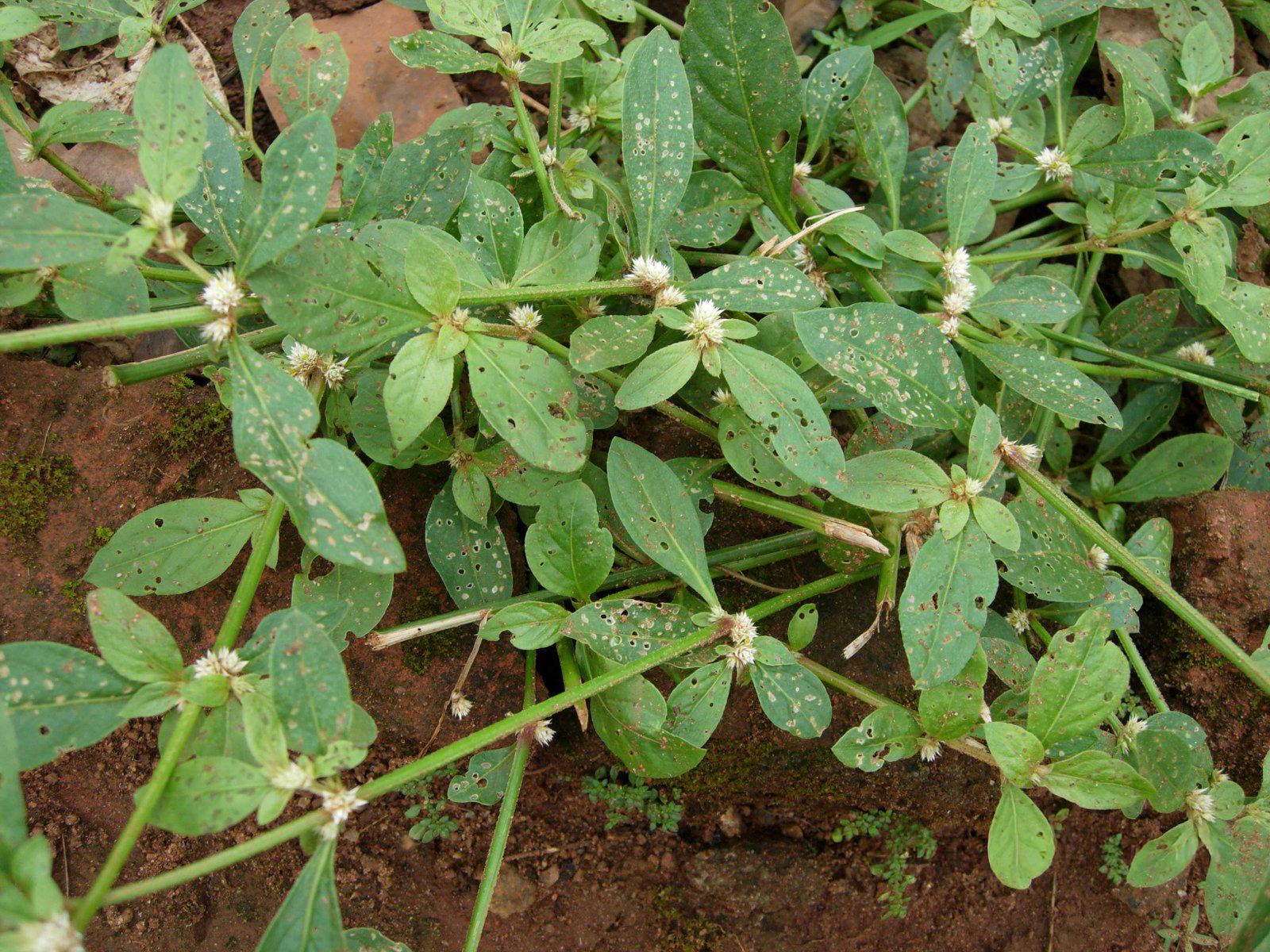
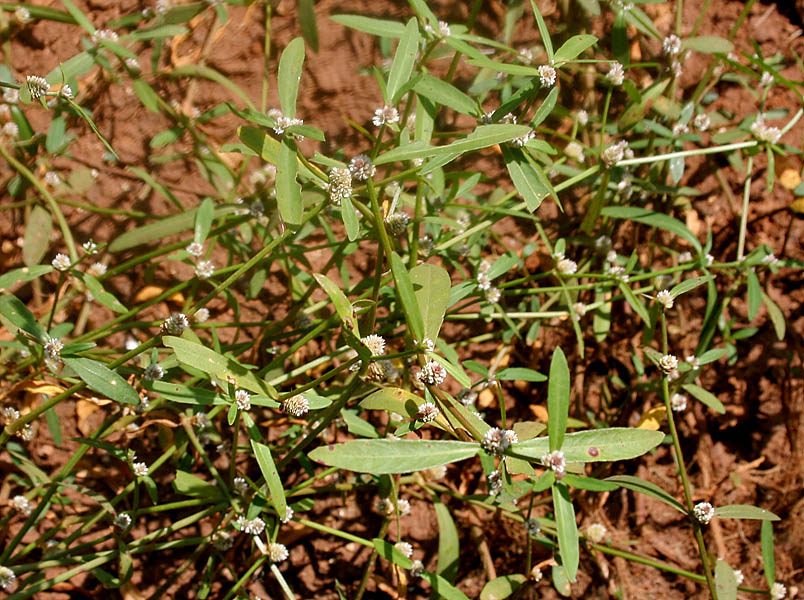
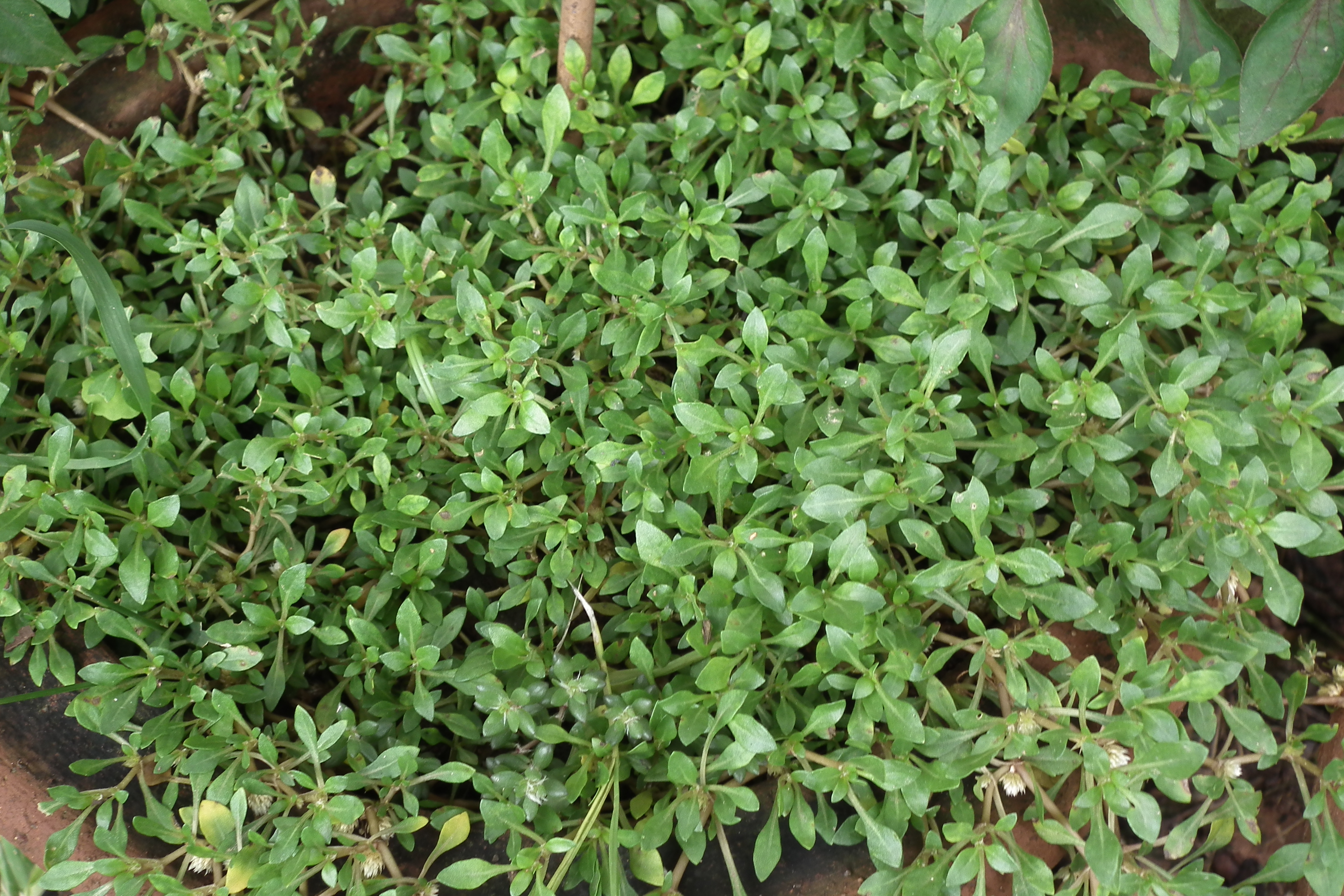